# Acanthocreagris ruffoi
Acanthocreagris ruffoi är en spindeldjursart som först beskrevs av Lazzeroni 1969.  Acanthocreagris ruffoi ingår i släktet Acanthocreagris och familjen helplåtklokrypare. Inga underarter finns listade i Catalogue of Life.